# Anoectochilus dewildeorum
Anoectochilus dewildeorum är en orkidéart som beskrevs av Paul Ormerod. Anoectochilus dewildeorum ingår i släktet Anoectochilus och familjen orkidéer.
Artens utbredningsområde är Sumatera. Inga underarter finns listade i Catalogue of Life.